# Sony Ericsson W890i
Сотовый телефон Sony Ericsson W890i был выпущен в первой половине 2008 года компанией Sony Ericsson.
Аппарат из музыкальной серии Walkman является наследником Sony Ericsson W880. W890 оборудован 2-дюймовым дисплеем с разрешением QVGA, 3,2-Мп камерой и фронтальной камерой для видеозвонков (последнее для W890i), беспроводным модулем Bluetooth с профилем A2DP, FM-радио с RDS. Устройство поддерживает карты памяти формата Memory Stick Micro (M2).

## Технические характеристики
| Общая характеристика                | Общая характеристика                                                               |
| ----------------------------------- | ---------------------------------------------------------------------------------- |
| Размер                              | 104.0x47.0x10.0 мм; 4.1x1.9x0.4дюйма                                               |
| Масса                               | 78.0г; 2.8 унция                                                                   |
| Экран                               | 262,144 colour TFT; 240x320 pixel                                                  |
| Цвет                                | Sparkling Silver (Серебряный-металлик); Mocha Brown (Коричневое дерево)            |
| Память                              | Поддержка Memory Stick Micro™ (M2™) (до 4GB); Phone memory 28MB*                   |
| Время работы аккумуляторной батареи |                                                                                    |
| Время работы в режиме разговора     | 9 часов 30 мин.(GSM/GPRS/EDGE 850/900/1800/1900); 4 часа 30 мин. (UMTS/HSDPA 2100) |
| Время работы в режиме ожидания      | 360 часов (GSM/GPRS/EDGE 850/900/1800/1900); 310 часов (UMTS/HSDPA 2100)           |
| Видеовызов:                         | Нет (GSM/GPRS/EDGE 850/900/1800/1900); 3 часа (UMTS/HSDPA 2100)                    |
| Время прослушивания музыки:         | 20 часов                                                                           |
| Звонки                              |                                                                                    |
| Тип мелодий                         | 40-голосная полифония, MP3-мелодии                                                 |
| Виброзвонок                         | есть                                                                               |
| Редактор мелодий                    | есть                                                                               |
| Сообщения                           |                                                                                    |
| Дополнительные функции SMS          | ввод текста со словарем, шаблоны сообщений, отправка SMS нескольким адресатам      |
| MMS                                 | есть                                                                               |
| EMS                                 | есть                                                                               |
| Электронная почта                   | есть                                                                               |
| Диктофон                            | есть                                                                               |
| Связь                               |                                                                                    |
| Интерфейсы                          | USB, Bluetooth                                                                     |
| Доступ в интернет                   | WAP 2.0, GPRS, POP/SMTP-клиент, 3G                                                 |
| Модем                               | есть                                                                               |
| Синхронизация с компьютером         | есть                                                                               |
| USB-накопитель                      | есть                                                                               |
| Органайзер                          |                                                                                    |
| Таймер                              | есть                                                                               |
| Задачи                              | есть                                                                               |
| Секундомер                          | есть                                                                               |
| Телефонная книга                    | есть                                                                               |
| Заметки                             | есть                                                                               |
| Режим «Flight mode» (режим полета)  | есть                                                                               |
| Календарь                           | есть                                                                               |
| Калькулятор                         | есть                                                                               |
| Будильник                           | есть                                                                               |

## Описание возможностей и функций телефона

### Камера
- Отправка изображений в веб-журнал

Потребуется всего несколько секунд для размещения снятых фотографии в сети.
- Цифровое увеличение — до 3.2x

Подойдите ближе к объекту.
- Камера — 3.2 megapixel

Поймайте момент и покажите его другим.
- Запись видео

Позволяет снимать движение в момент, когда оно происходит.

### Музыка
- SensMe

Музыка под ваше настроение. Слушайте, а также создавайте плей-листы! Песни сортируются в соответствии со стилем музыки.
- Поддержка мелодий — MP3, AAC

Вы можете установить записи исполнителей в качестве сигнала вызова.
- TrackID™

Запишите несколько секунд песни и вся информация о дорожке, исполнителе или альбоме будет предоставлена через несколько секунд.
- PlayNow™

Загрузите в телефон музыку и игры.
- Mega Bass™

Улучшите звучание басов, пусть музыка станет объёмнее.
- Bluetooth™; стерео (A2DP)

Музыка из телефона в микрогарнитуру по беспроводному соединению.
- Walkman™ player

Потрясающий плеер, которого нет в других телефонах.

### Интернет
- Веб-браузер

Полноценный Интернет-браузер·с поддержкой стандартных протоколов, изображений и видео.
- RSS-каналы

Будьте в курсе последних новостей с помощью вашего телефона.
- Открой веб-браузер NetFront™

Полноценный Интернет-браузер с поддержкой стандартных протоколов, изображения и видео.
- Web-каналы.

Будьте в курсе последних новостей с помощью Вашего телефона.

### Развлечения
- Радио

Круглые сутки с любимыми радиостанциями. Радио — FM-радиоприемник с функцией RDS (поддержкой международного стандарта радиоданных)
- Java

Добавьте приложений и игр на свой телефон.
- Трехмерные игры

Наслаждайтесь качественными полноцветными играми.
- Просмотр видео

Просматривайте видеоклипы на экране своего телефона.
- Потоковое видео

Просматривайте видео сразу после получения. Сохранять не требуется.
- FlashLite

Позволяет отображать Flash-анимации и меню.

### Настройка и подключение
- Поддержка USB

Подключите свой телефон к компьютеру.
- USB-накопитель

Подключайте и перемещайте объекты между компьютером и телефоном.
- Синхронизация с ПК

Сохраняйте телефонные контакты, календарь и информацию электронного секретаря согласованно с соответствующей информацией в компьютере.
- Модем

Подключите свой компьютер к Интернету при помощи своего телефона, где бы вы не находились.
- Технология Bluetooth™

Безопасное беспроводное соединение для передачи данных на другие устройства Bluetooth™ на расстоянии до 10 метров.

### Обмен сообщениями
- Текстовые сообщения (SMS)

Отправляйте текстовые сообщения в любую точку мира.
- Диктофон

Запишите голосовое сообщение или звуковой ролик и отправьте его в сообщении.
- Предиктивный ввод текста

Быстрый и простой способ ввода текста в сообщения.
- Отправка MMS-сообщений

Обмен яркими мультимедийными сообщениями.
- Электронная почта

Проверяйте папку «Входящие» своей электронной почты, где бы вы ни находились.

### Связь
- Видеозвонки

Благодаря функции видео в реальном времени вы можете видеть своего собеседника во время разговора.
- Вибросигнал

Даже если телефон находится в беззвучном режиме, вы будете знать о новом звонке или сообщении.
- Громкоговоритель

Удобство микрогарнитуры во время звонка.

### Дизайн
- Анимация фона

Стильные движущиеся объекты на экране.
- Фоновая картинка

Пусть в режиме ожидания на экране будет любимая картинка.
- Цвета

Потрясающий внешний вид!

### Органайзер
- Таймер

Установите время на своем телефоне, и по истечении он подаст сигнал.
- Задачи

Создавайте, сортируйте и сохраняйте детали про вещи, которые необходимо сделать. Устанавливайте памятки.
- Секундомер

Измерьте количество времени, которое занимает то или иное действие.
- Телефонная книга

Информация необходимая для поддержания связи со своими друзьями и близкими.
- Заметки

Цифровые заметки для тех вещей, которые необходимо помнить.
- Режим «Flight mode» (режим полета)

Для использования прочих, безопасных функций необходимо отключить радиопередатчик в телефоне.
- Календарь

Сохраняйте информацию о запланированных встречах и устанавливайте памятки.
- Калькулятор

Полнофункциональный калькулятор при необходимости.
- Будильник

Установите будильник по своему усмотрению.

## Возможности
- Media Go
- Walkman
- TrackID
- SensMe
- Подкасты